# Meridiano 39 E
O meridiano 39 E é um meridiano que, partindo do Polo Norte, atravessa o Oceano Ártico, Europa, Ásia, África, Oceano Índico, Oceano Antártico, Antártida e chega ao Polo Sul. Forma um círculo máximo com o Meridiano 141 W.
Começando no Polo Norte, o meridiano 39º Este tem os seguintes cruzamentos:
| País, território ou mar | Notas                                           |
| ----------------------- | ----------------------------------------------- |
| Oceano Ártico           |                                                 |
| Mar de Barents          |                                                 |
| Rússia                  | Península de Kola                               |
| Mar Branco              |                                                 |
| Rússia                  |                                                 |
| Ucrânia                 |                                                 |
| Rússia                  |                                                 |
| Mar de Azov             | Golfo de Taganrog                               |
| Rússia                  |                                                 |
| Mar Negro               |                                                 |
| Turquia                 |                                                 |
| Síria                   |                                                 |
| Iraque                  |                                                 |
| Jordânia                |                                                 |
| Arábia Saudita          |                                                 |
| Mar Vermelho            |                                                 |
| Arábia Saudita          |                                                 |
| Mar Vermelho            |                                                 |
| Eritreia                | Passa a leste de Asmara                         |
| Etiópia                 |                                                 |
| Quênia                  |                                                 |
| Tanzânia                |                                                 |
| Oceano Índico           | Canal de Zanzibar                               |
| Tanzânia                |                                                 |
| Moçambique              |                                                 |
| Oceano Índico           |                                                 |
| Oceano Antártico        |                                                 |
| Antártida               | Terra da Rainha Maud, reivindicada pela Noruega |